# Almesåkra
Almesåkra sogn i Småland indgik i Västra herreder (og var før 1886 del i Tveta herreder) i Njudung og har siden 1971 været en del af Nässjö kommun i Jönköpings län .
Sognets areal er 65 kvadratkilometer. I 2010 var der 216 indbyggere.
57°33′26″N 14°36′06″Ø / 57.55722°N 14.60167°Ø